# Peter Fieber
Peter Fieber (Pozsony, 1964. május 16. –) szlovák futballista, később edző. Fia, Peter Fieber  is focista. Játszott a FK Dukla Banská Bystricában, Inter Bratislavában, DAC Dunajská Stredaban, Artmedia Petržalkában, Racing Genkben és a  SV Meppenben. Tagja volt a csehszlovák csapatnak az 1990-es labdarúgó-világbajnokságon .

## Pályája játékosként
Junior klubja az Inter Bratislava volt, először a Dukla Banska Bystricaba játszott profin . Katonai szolgálat után tért vissza az Interhez, ahol két szezont töltött. A legtöbbet ezután a DAC Dunajská Stredánál volt, ahol 1986 - 1990 között játszott. Abban az időben, először a Kinier képviselettette magát az európai kupákban. Az Olaszországi világbajnokság után a belga  Racing Genkhez ment, ahol két szezont játszott. Ezután visszatért a Dunajská Stredához, és a függetlenné váló szlovák ligához. 1996-ban csatlakozott a pozsonyi Artmedia Petrzalkához. Utolsó éveit a német SV Meppen-ben játszotta. Összesen 191-szer volt pályán.

## Edzőként
2002-ben tért vissza edzőként az FK Senicánál. Évente váltogatta klubjait, volt a KFC Komárnonál, a Rapid Bratislavánál, és visszatért a AC Dunajská Stredához kétszer is, de megfordult pályaedzőként a DVSC-nél is. Ezek után is csak szlovák csapatoknál fordult meg: a  Slovan Duslo Galantánál, a TJ Gabčíkovónál és a Inter Bratislavánál, amelyhez szintén kötődött. 2009 után pedig a FC Petržalka 1898-hoz ment.

## Magyarországon
Peter Fieber Miroslav Beránekkel került a DVSC-hez. A klub mindkettejükkel másfél éves, 2007. december 31-ig szóló szerződést szerződést írt alá. A csapattal pályaedzőként 1. helyet ért el a 2006–2007-es magyar labdarúgó-bajnokságban és második helyet a Magyar kupában. A DVSC-vel: